# Attilio Buratti
Attilio Buratti (Roma, 24 aprile 1894 – Contigliano, 3 ottobre 1936) è stato un calciatore e allenatore di calcio italiano.

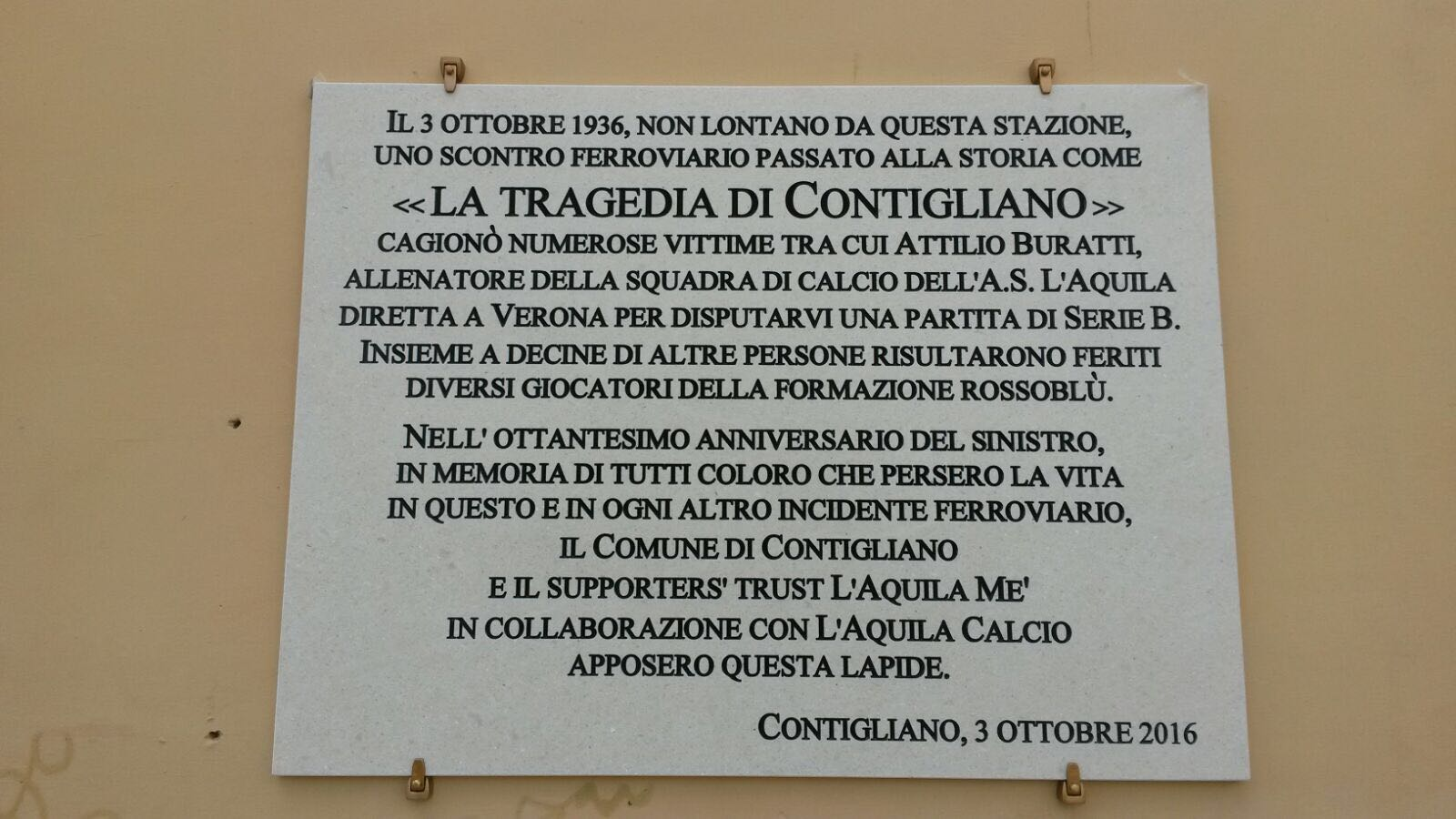
La targa apposta nella stazione di Contigliano in memoria di Attilio Buratti.

Morì prematuramente in un incidente ferroviario mentre con L'Aquila si recava in trasferta a Verona.

## Carriera
Da calciatore giocava come centrocampista; prima di diventare allenatore, militò nell'Alba Roma, società della sua città natale.
Allenò, nell'ordine: Reggina dal 1929 al 1932 (venendo sostituito da Ferenc Plemich nel dicembre del 1932), Juventus Roma (da gennaio 1933 a fine stagione), Juventus Trapani (esonerato a novembre 1933), Salernitana e, infine, L'Aquila.

### La tragedia di Contigliano
(Corriere d'Abruzzo, 3 ottobre 1936)
La morte di Buratti coincise con uno dei momenti più tragici della storia della A.S. L'Aquila, la cosiddetta tragedia di Contigliano.
Il tecnico romano era stato confermato alla guida dei rossoblù al termine del campionato 1935-1936, concluso con un onorevole ottavo posto in classifica; nelle prime giornate del torneo successivo aveva invece raggranellato solamente due punti in tre partite, frutto di una vittoria all'esordio e due sconfitte.
Il 3 ottobre 1936 Buratti si mise in viaggio verso Verona dove, il giorno successivo, si sarebbe disputata la quarta giornata di campionato; con lui viaggiavano tredici giocatori, due dirigenti e il massaggiatore della squadra. La littorina lasciò la stazione dell'Aquila nella prima mattina diretta verso Terni. Tuttavia, per circostanze ancora da chiarire, nel tratto tra Rieti e Contigliano, il mezzo si scontrò violentemente un vagone postale che viaggiava in senso opposto. Buratti morì sul colpo insieme ad almeno altre 14 persone, mentre tutti gli altri passeggeri del treno rimasero feriti, compresa l'intera comitiva aquilana con diversi giocatori che non poterono tornare a giocare.
Fu l'incidente ferroviario più grave tra quelli verificatesi fino a quel momento in Italia, oltre che la prima tragedia legata al mondo dello sport. Il club rossoblù — che decise di continuare il campionato rinunciando alla salvezza d'ufficio proposta dalla federazione — affidò la squadra al tecnico magiario András Kuttik ma, al termine del torneo, per pochi punti, L'Aquila non riuscì a centrare la salvezza retrocedendo così in Serie C. Da quel momento gli abruzzesi non sono mai più riusciti a tornare in serie cadetta.

## Riconoscimenti
Alla memoria di Attilio Buratti — oltre che delle altre vittime dell'incidente ferroviario di Contigliano — è dedicata la lapide posta nella stazione laziale il 3 ottobre 2016, in occasione degli ottanta anni dalla tragedia, per iniziativa del Comune di Contigliano e del Supporters' Trust L'Aquila Me', in collaborazione con L'Aquila Calcio.

## Palmarès

### Allenatore

#### Competizioni regionali
- Seconda Divisione: 1

Reggina: 1929-1930